# La Cotte von St. Brelade

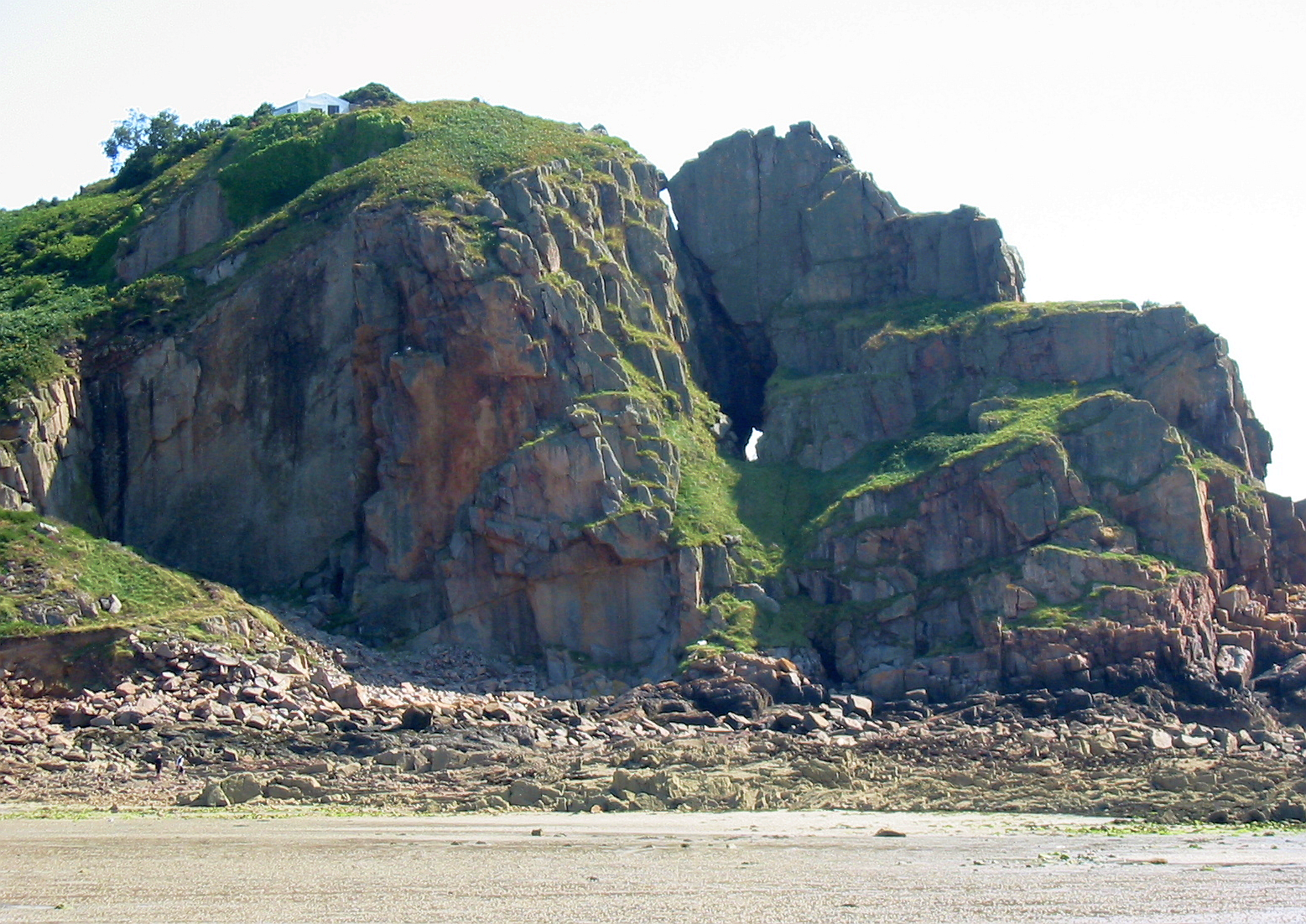
La Cotte de St Brelade

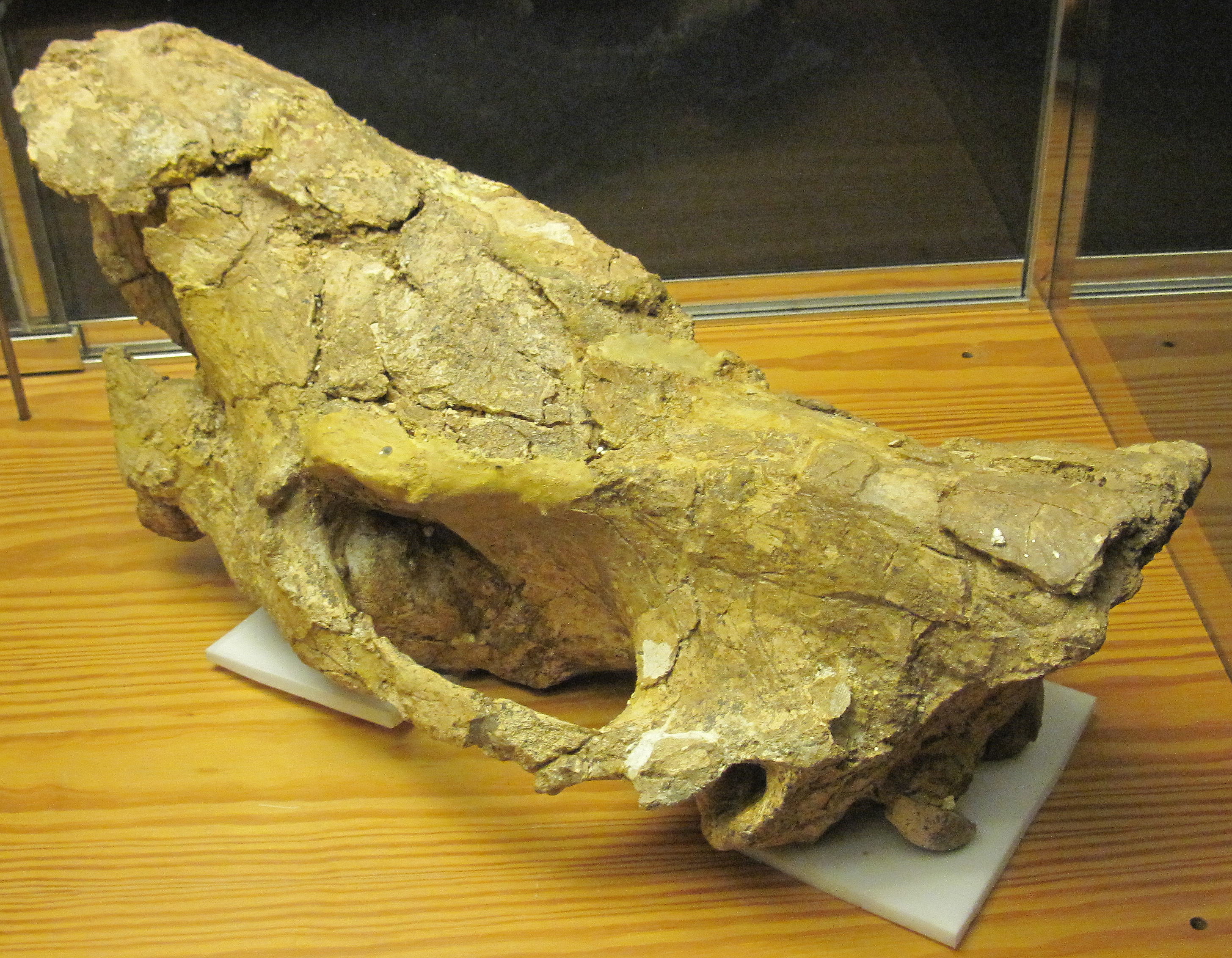
Nashornschädel

La Cotte von St. Brelade ist eine archäologische und paläoanthropologische Fundstätte beim Weiler Quaisne, südlich von St Brelade, an der Küste der Kanalinsel Jersey. Cotte bedeutet im lokalen Dialekt Höhle. Die Höhle ist auch als Le Creux ès Faïes (deutsch Höhle der Feen) bekannt.
Die Neandertaler lebten dort bereits vor 250.000 und möglicherweise noch vor 47.000 Jahren. Damit war es die älteste Besetzung der heutigen Kanalinseln durch eine Menschenart und wahrscheinlich auch eine der letzten Neandertaler-Stätten in Nordwesteuropa. Zu dieser Zeit war Jersey, bei einem etwa 100 m niedrigeren Meeresspiegel als heute, noch Teil der Normandie. Nach der letzten Eiszeit stieg das Meer und trennte zuerst Guernsey, dann Jersey vom Kontinent. Die Höhle wurde 1904 erstmals wissenschaftlich untersucht.
Während der langen Zeitspanne, die die Artefakte von La Cotte repräsentierten, kam es bei den Nutzern der Stätte zu erheblichen kulturellen Veränderungen. Die ältesten, 240.000 bis 200.000 Jahre alten Steinwerkzeuge sind typisch für frühpaläolithische Stätten. Ab 200.000 vor heute sind neue Verfahren zur Herstellung von Steinwerkzeugen erkennbar, wobei verstärkt auf Levalloistechniken zurückgegriffen und der Rohstoffverbrauch effizienter wird, da Werkzeuge nachgeschliffen und wiederverwendet wurden. Auf etwa 180.000 Jahre wurden Knochenhaufen datiert, die aus ausgewählten Mammut- und Wollnashornknochen bestehen. Diese Innovationen markieren eine Übergangsphase zwischen mittel- und altpaläolithischen Subsistenzstrategien.
Robert Ranulph Marett sammelte von 1910 bis 1914 an der La Cotte Zähne und andere Überreste von Neandertalern ein und veröffentlichte 1916 die Ergebnisse. Die Zähne wurden 2013 neu datiert und waren aufgrund dieser Analyse zwischen 100.000 und 47.000 Jahre alt. 1911 wurde Arthur Smith Woodward, der zu dieser Zeit an der archäologischen Entdeckung des Piltdown-Menschen beteiligt war, die später als Scherz berüchtigt wurde, gebeten, die Ergebnisse zu inspizieren. Er verwendete die Ergebnisse von La Cotte, um eine frühe Datierung seines Piltdown-Materials zu stützen. Die Ausgrabungen der Cambridge University unter Leitung von Charles McBurney (1914–1979) in den 1960er- und 1970er-Jahren erbrachten Reste pleistozäner Säugetiere. Katharine Scott veröffentlichte 1980 eine umstrittene Theorie über die Jagdmethoden der Neandertaler in La Cotte. 2010 wurde La Cotte von einem multidisziplinären Team erneut untersucht. Diese Ausgrabungen bestimmten das Alter der Vorkommen auf jünger als 47.000 Jahre.